# روزهای فروشگاه حیوانات خانگی
روزهای فروشگاه حیوانات خانگی (به انگلیسی: Pet Shop Days) فیلمی محصول سال ۲۰۲۳ و به کارگردانی اولمو اشنابل است. در این فیلم بازیگرانی همچون داریو یازبک برنال، جک ایرو، ویلم دفو، پیتر سارسگارد، امانوئل سنیه، جوردی مویا، کامیل رو، ماریبل وردو و آنجلا سارافیان ایفای نقش کرده‌اند.